# Église congrégationaliste
Ne pas confondre avec le congrégationalisme, forme de gouvernement de l’Église qui a pu être appliqué par différentes églises protestantes à différentes époques.
Les Églises congrégationalistes sont des églises protestantes de tradition réformée, pratiquant une forme d’organisation d’église où chaque paroisse se gère de manière entièrement autonome et indépendante. Le congrégationalisme se caractérise plus comme un mouvement que comme une confession chrétienne en raison de sa conviction fondamentale en faveur de l’autonomie complète de chaque paroisse. Malgré la forte diversité théologique inhérente à leur forme d'organisation, la plupart des congrégationalistes se considèrent d'abord comme des réformés, soit traditionnels soit néo-orthodoxes (barthiens).

## Origines

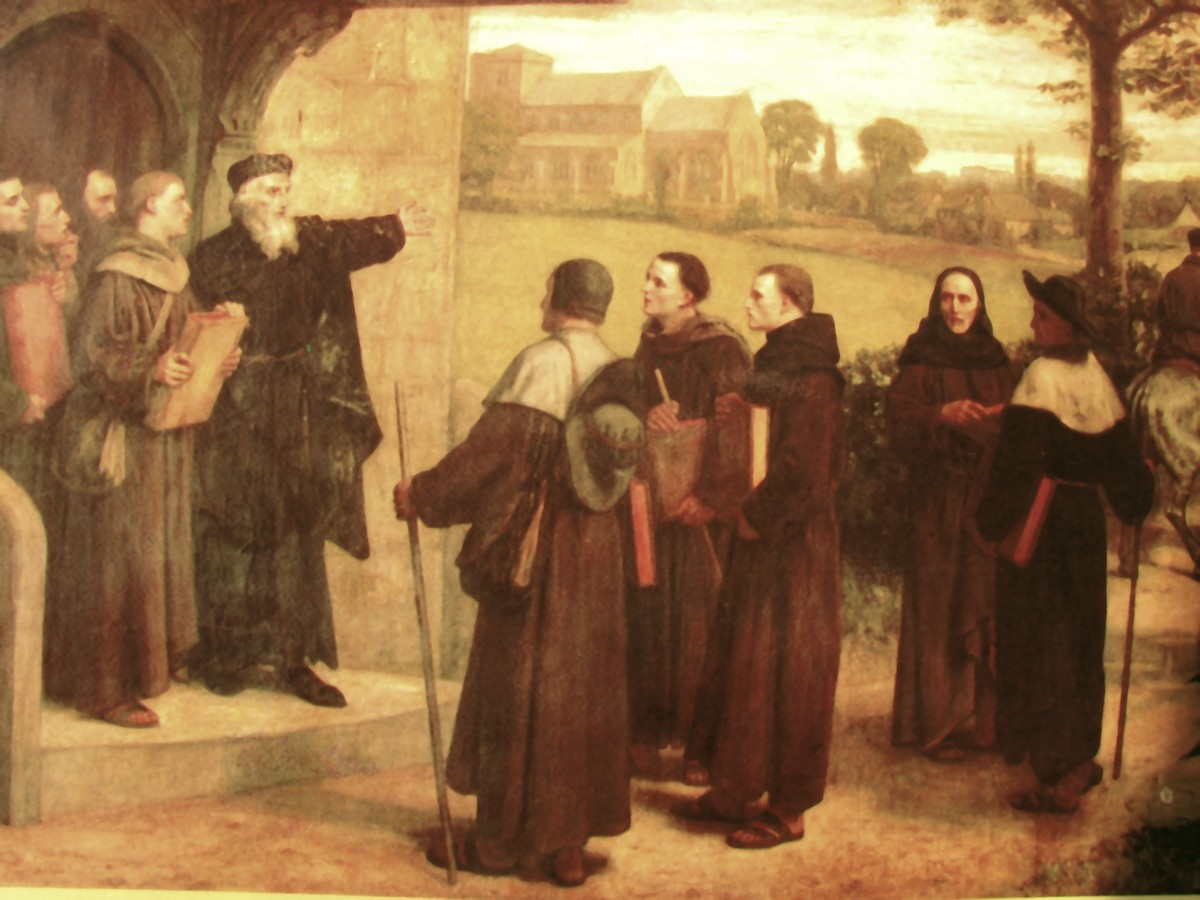
John Wyclif enseignant des Lollards, par William Frederick Yeames (1835-1918)

Les Églises congrégationalistes ont leurs origines dans le congrégationalisme, soit l'autonomie de l'église locale, doctrine développée notamment par John Wyclif, Martin Luther et Jean Calvin.
Les congrégationalistes proprement dits sont apparus pendant la Réforme anglaise où ils faisaient partie des non-conformistes puritains qui estimaient que l'Église n'avait été que partiellement réformée et contestaient l’autorité de la reine Élisabeth Ire d’Angleterre qui tentait, pour préserver la paix et l’unité du pays, d’établir une Église d’Angleterre officielle unifiée autour d’un protestantisme teinté de tradition et du maintien de certains rites catholiques. On les appelait alors puritains mais aussi séparatistes ou indépendants. Certains congrégationalistes britanniques s’appellent toujours des independents.
En 1582, le théologien Robert Browne a publié le livre A Treatise for Reformation Without Tarrying for Any qui aborde le congrégationalisme et influencera le mouvement.

## Histoire

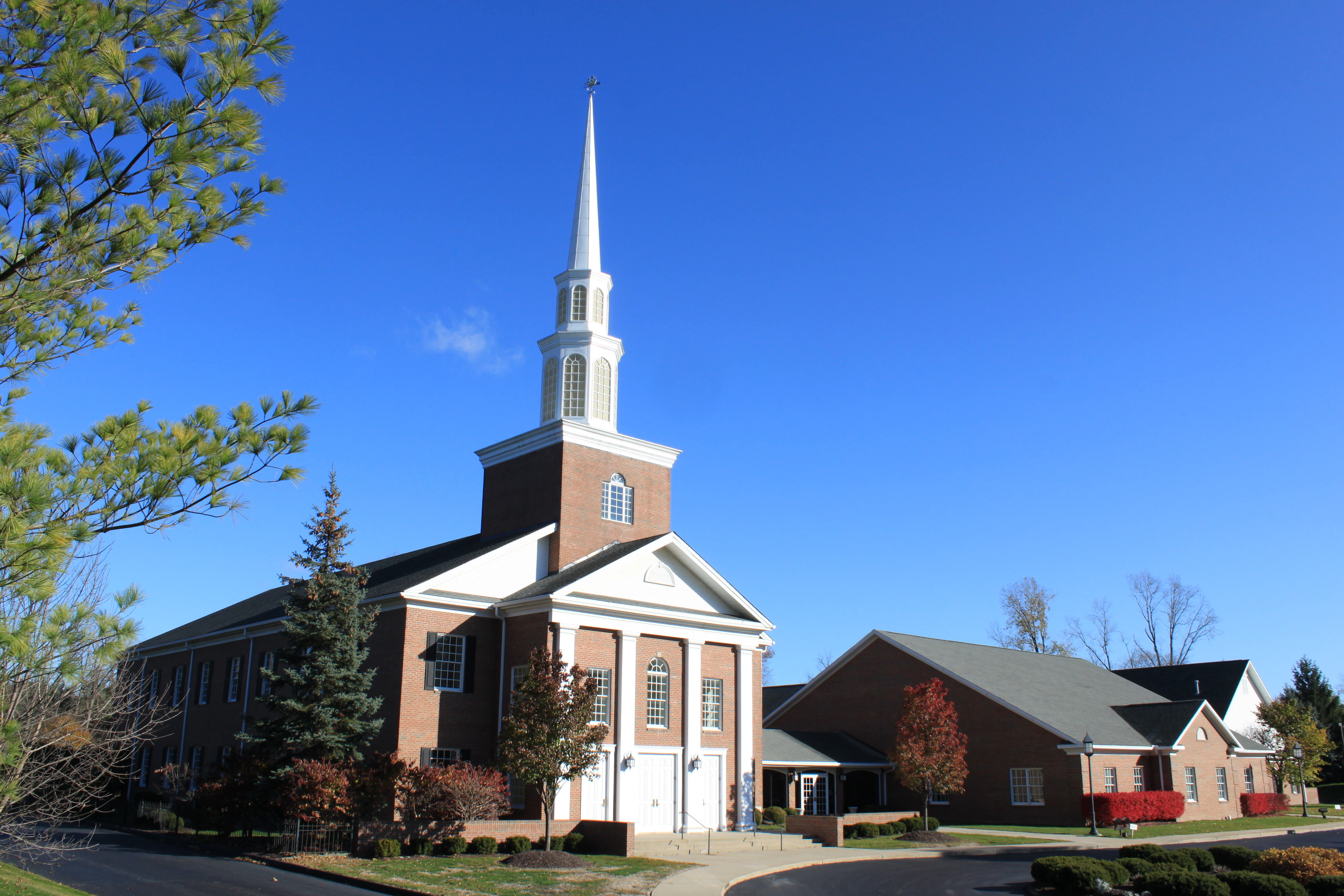
North Congregational Church à Farmington Hills, Michigan, aux États-Unis.

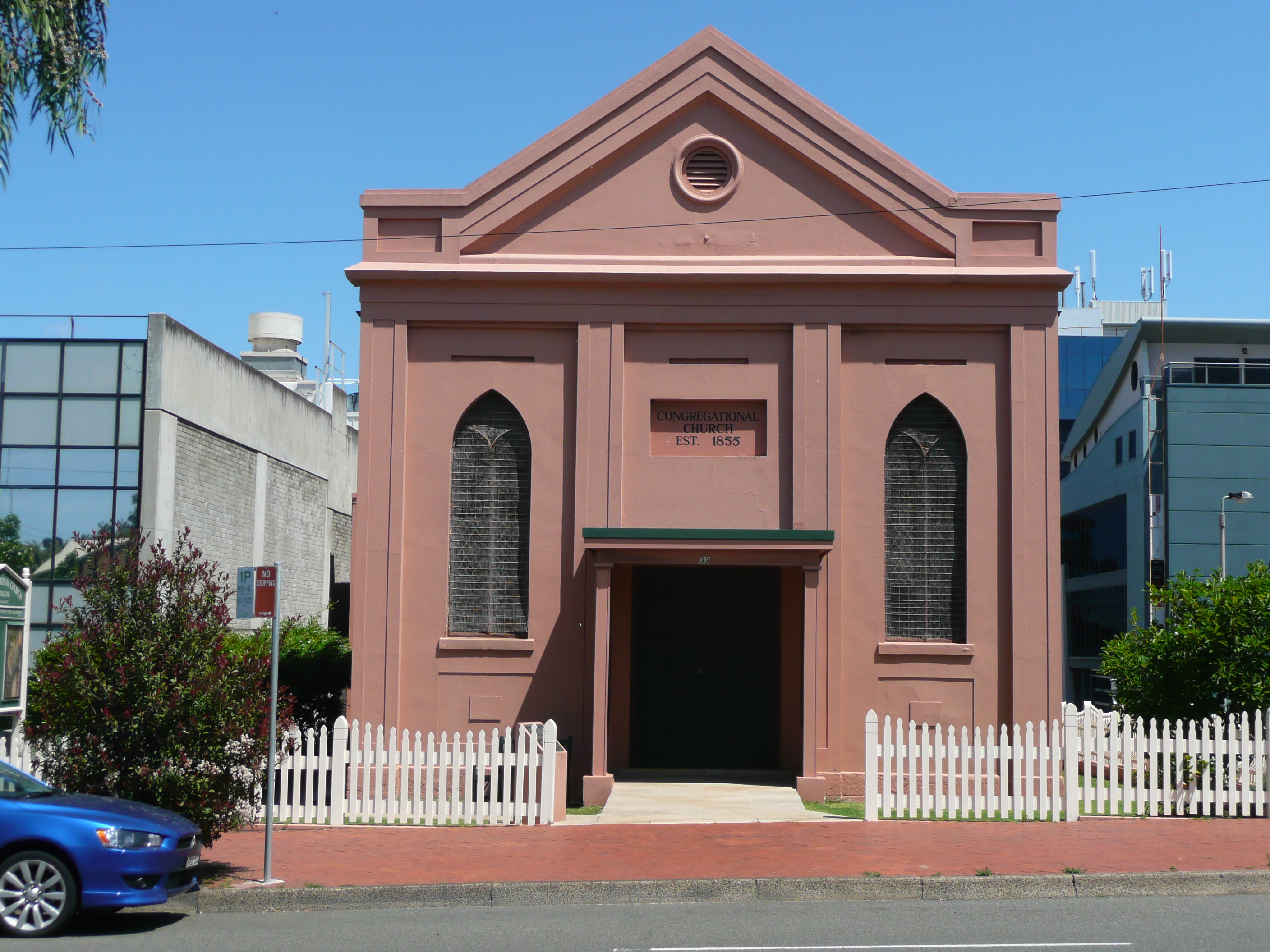
Wollongong Congregational Church à Wollongong, en Australie.

Le pasteur anglais John Robinson fonde la première église congrégationaliste à Leyde aux Pays-Bas en 1609. Une partie des membres de la congrégation de Leyde s'embarque en 1620 à bord du Mayflower, pour l'Amérique du Nord, fonde la colonie de Plymouth et développe le mouvement.
En octobre 1658, la Déclaration de Savoie est publiée par des congrégationalistes anglais au Palais de Savoie, à Londres.
Aux États-Unis, en 1931 fut formée une union des Églises congrégationalistes chrétiennes (Congregational Christian Churches (en)) par regroupement de deux organisations : la National Council of the Congregational Churches of the United States (en) et la General Convention of the Christian Church, une église issue du movement restaurationniste (Restoration Movement). Le style des cultes congrégationalistes était plus formel, moins évangélique que celui des membres de la General Convention of the Christian Church, implantés pour la plupart dans les régions rurales du Midwest et du sud des États-Unis. Au début du XXe siècle, certaines paroisses congrégationalistes s’étaient offusquées de ce qu’ils voyaient comme le début de la mise en place d’une autorité régionale ou nationale au-dessus des paroisses, que ce soit par le biais de sociétés missionnaires, de comités ou de conférences au niveau des états. Certaines paroisses s’opposaient également aux influences libérales qui semblaient relativiser la valeur des notions de péché et de la doctrine de l’expiation. En 1948, des adhérents de ces deux courants de pensée (surtout du 2e) créèrent une nouvelle union d’églises, la conférence conservatrice chrétienne congrégationaliste (Conservative Congregational Christian Conference (en) ou CCCC).
En 1986 à Londres, la World Evangelical Congregational Fellowship est fondée par des confessions de divers pays. Selon un recensement de la confession publié en 2021, elle avait 18 confessions membres dans 17 pays.
Selon une étude du Pew Research Center publiée en 2010, les congrégationalistes représentent environ 0,5 % de la population protestante mondiale, soit 4 millions de chrétiens.

## Influence et postérité
Les églises congrégationalistes ont fourni en même temps le premier exemple d’idéal théocratique américain et le terreau sur lequel s’est développé le libéralisme américain, tant social que religieux.

### Fondation de grandes universités américaines

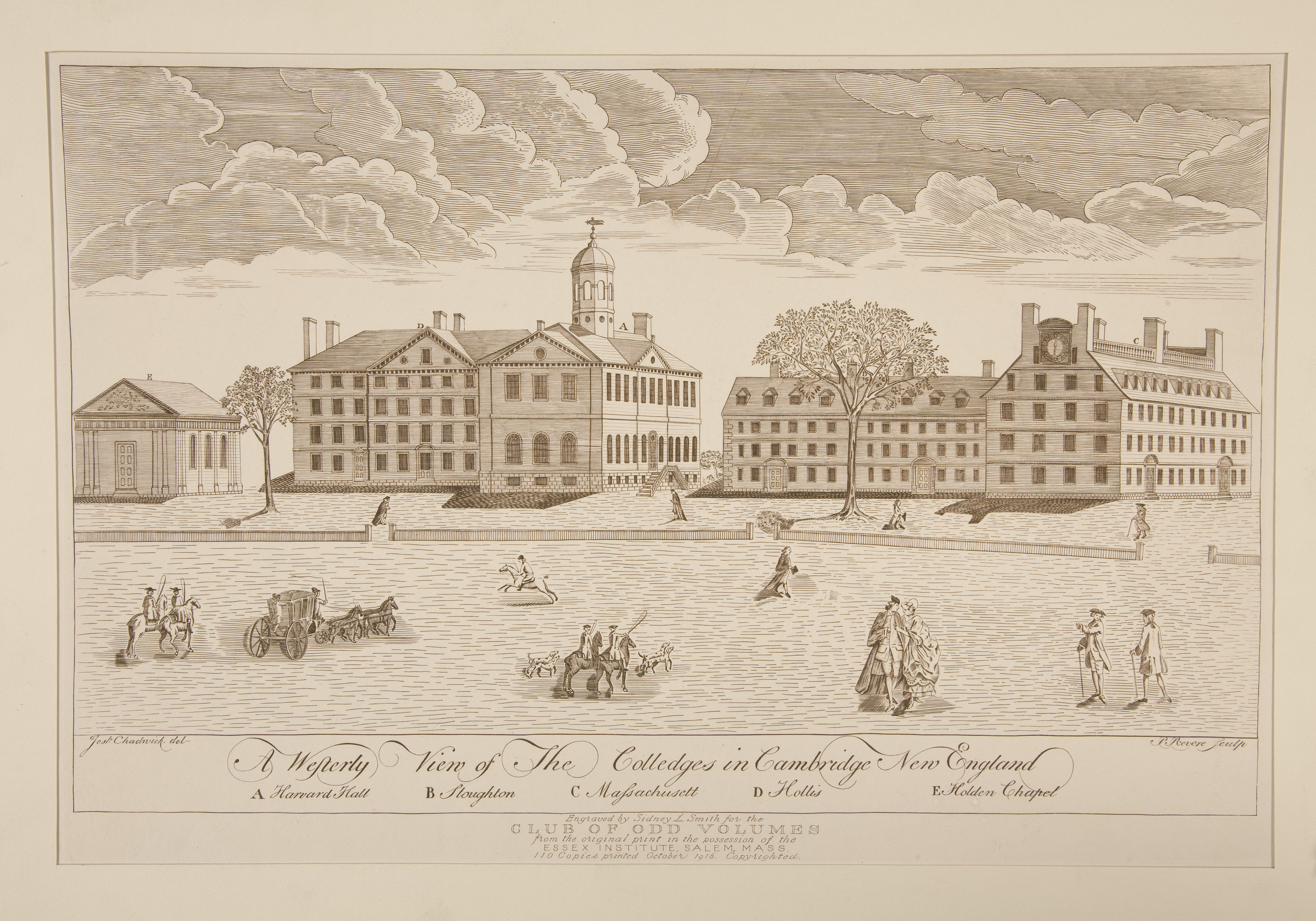
L'université Harvard en 1767, gravure de Paul Revere

Certaines des plus anciennes universités américaines ont été fondées par des congrégationalistes : Harvard, Yale, Dartmouth, Williams, Bowdoin, Middlebury, Amherst, et un peu plus tard Carleton College, Grinnell College (en), Oberlin College, Beloit College, Pomona College, Rollins College (en) et Colorado College.

### Unitarisme
Dénués - par choix - de toute autorité supérieure pouvant assurer une unité doctrinale, les congrégationalistes ont connu une diversification théologique particulièrement marquée. Malgré les efforts des calvinistes pour maintenir leur vues théologiques, certaines églises congrégationalistes ont dérivé vers l’arminianisme, l’unitarisme, le déisme et le transcendantalisme.
L’université Harvard devint en particulier un centre de l’unitarisme. C’est à la suite d’une controverse à propos de la nomination d’un professeur à la faculté de théologie de Harvard en 1825 que les unitariens se séparèrent des congrégationalistes. La plupart des unitariens actuels sont membres de l’Association universaliste unitarienne, fondée dans les années 1960. Les positions unitariennes sont aujourd’hui très éloignées de l’orthodoxie calviniste des congrégationalistes.

## Croyances
Les croyances du mouvement sont développées dans la Déclaration de Savoie, notamment l'autonomie de chaque église locale, le baptême (pédobaptisme) et la Sainte-Cène,.

## Sources
- (en) Cet article est partiellement ou en totalité issu de l’article de Wikipédia en anglais intitulé « Congregational_church » (voir la liste des auteurs).